# SkyEurope Airlines
SkyEurope Airlines was een low-fare luchtvaartmaatschappij met als basis Bratislava, Slowakije. Vanaf 2006 verzorgde de maatschappij ook vluchten vanaf Wenen. Het was de eerste low-cost maatschappij in Centraal-Europa. SkyEurope werd in 2001 opgericht, en was sinds 2002 actief.
Op 1 september 2009 heeft de luchtvaartmaatschappij faillissement aangevraagd. Hierop werd de handel in de aandelen gestaakt en zijn met onmiddellijke ingang alle vluchten geannuleerd. SkyEurope verkeerde al een aantal jaar in financieel zwaar weer. In de zeven jaar van zijn bestaan heeft de maatschappij nooit winst geboekt.

## Vloot
De vloot van SkyEurope bestond uit de volgende vliegtuigen:
- 2 Boeing 737-300 (op non-actief)
- 4 Boeing 737-700 Next Generation (10 in bestelling)[2]

IAG (British Airways · Iberia · Iberia Express) · easyJet · Jet2 · Norwegian.com · Ryanair · Volotea · Vueling · Wizz Air